# 1956 في المغرب
فيما يلي قوائم الأحداث التي وقعت خلال عام 1956 في المغرب.

## سياسة

### تعيين في المنصب
- 1 يناير – المهدي بن عبود سفير المغرب لدى الولايات المتحدة.

## مواليد

### يناير
- 1 يناير – إيلي سويسا سياسي إسرائيلي.
- 1 يناير – حمو بو طيب منافِس ألعاب قوى مغربي.
- 1 يناير – عبد الرحمن بودرع
- 1 يناير – للا الصعيدي مصورة مغربية.
- 1 يناير – محمد معتصم سياسي مغربي.
- 1 يناير – مصطفى مديح مدرب كرة قدم مغربي.
- 1 يناير – إيلي سويسا سياسي إسرائيلي.
- 1 يناير – محمد الغاوي فنان مغني مغربي.
- 1 يناير – عبد الحميد أبو النعيم رجل دين مغربي مسلم.
- 16 يناير – أنور بن مالك صحفي فرنسي.
- 16 يناير – سعد الدين العثماني سياسي مغربي، وطبيب نفسي وباحث.

### مايو
- 6 مايو – محمد نور الدين أفاية

### يوليو
- 30 يوليو – عبد الفتاح موداني لاعب كرة قدم مغربي.

### أغسطس
- 30 أغسطس – سعيد بلقولة
- 31 أغسطس – خطري أدوه

### سبتمبر
- 2 سبتمبر – عمر زنيبر دبلوماسي مغربي.

### ديسمبر
- 4 ديسمبر – أحمد بولان مخرج أفلام مغربي.

## وفيات

### يناير
- 1 يناير – أبو بكر زنيبر (مواليد 1883)
- 23 يناير – التهامي الكلاوي (مواليد 1870) سياسي مغربي.

### مارس
- 1 مارس – ثريا الشاوي، هي أول رُبَّانة طائرة مغربية (مواليد 1936).

### يونيو
- 27 يونيو – عباس المسعدي (مواليد 1925) قائد جيش التحرير المغربي.